# Hein Vanhaezebrouck
Hein Vanhaezebrouck (prononcé en néerlandais : [ˈɦɛin vɑnˈɦaːzəbruk]), né le 16 février 1964 à Lauwe en Belgique, est un ancien footballeur belge devenu entraîneur et consultant sportif.

## Biographie

### Carrière de joueur
Hein Vanhaezebrouck débute dans le club de sa ville natale, le KWSC Lauwe en équipes de jeunes, puis en Promotion (Division 4), avant de jouer en Division 3 au RRC Tournai, en 1984-1985. Enfin, il rejoint le KV Courtrai, en Division 1, la saison suivante.
En 1986, il revient dans le club de ses débuts, en Promotion. De 1989 à 1998, il participe à l'aventure du KRC Harelbeke, qui passe de la Division 3 à la Division 1. Il travaille ensuite trois saisons au KSC Lokeren, où il passe de la carrière de footballeur à celle d'entraîneur, en 2000.

### Carrière d’entraîneur
Il est adjoint à Lokeren, puis devient entraîneur principal dans différents clubs à partir de janvier 2003 : d'abord au KSV Ingelmunster, qui devient ensuite le Sporting West Harelbeke, puis au KWSC Lauwe.
Il rejoint le KV Courtrai en juillet 2006. Il remporte le championnat de Division 2 en 2008 et fait remonter le club au sein de l'élite. En juillet 2009, il rejoint le KRC Genk, qu'il quitte le 29 novembre de la même année pour manque de résultat. Il retourne à Courtrai en juillet 2010, et, après une saison moyenne, mène le club aux Play-offs 1 et à la finale de la Coupe de Belgique, perdue face à Lokeren.
Le 5 mai 2014, Vanhaezebrouck quitte Courtrai pour La Gantoise. Le club termine la phase classique du championnat à la deuxième place et accède aux Play-offs 1. Le 24 mai 2015, La Gantoise accède au titre de champion de Belgique pour la première fois en 120 ans d'histoire, en battant, lors de l'avant-dernière journée des Play-offs, le Standard de Liège sur le score de 2-0.
La saison suivante, il mène son équipe en huitièmes de finale de la Ligue des champions de l'UEFA (pour la première participation du club), après avoir fini deuxième du groupe H composé l'OL, le Valence CF et le Zénit de Saint-Pétersbourg. Les Buffalos s'inclineront face au VfL Wolfsburg.
Il quitte le club d'un commun accord le 27 septembre 2017 à la suite d'un début compliqué en championnat (6 points en 8 matchs) et une élimination précoce en Ligue Europa. Le 3 octobre 2017, il devient officiellement le nouvel entraîneur du RSC Anderlecht.
Le 16 décembre 2018, il est licencié par Anderlecht à la suite d'une nouvelle défaite face au Cercle de Bruges et à ses mauvais résultats pour le club depuis son arrivée.
Après son départ d'Anderlecht, il devient consultant pour la RTBF.
Le 15 août 2019, toujours sans club depuis son départ qu'Anderlecht, il commence un travail d'analyste télé pour la chaîne Eleven Sports.
Le 4 décembre 2020, il devient le nouvel entraîneur de La Gantoise pour un an et demi. Il succède à Wim De Decker et signe ainsi son retour chez les "Buffalos".

## Palmarès

### Joueur
- 131 matches en Division 1 et 7 buts marqués

### Entraîneur
- Champion de Belgique de D2 en 2008 avec le KV Courtrai
- Champion de Belgique Pro League D1 en 2015 avec le KAA La Gantoise
- Vainqueur de la Supercoupe de Belgique de football en 2015 avec le KAA La Gantoise

- Champion de la coupe de Belgique de football en  2022 avec le KAA La Gantoise

## Distinctions personnelles
- Entraîneur de l'année en 2012 avec le KV Courtrai.
- Guy Thys Award (nl) en 2015 avec La Gantoise.
- Trophée Raymond Goethaels en 2015 avec La Gantoise[4].
- Entraîneur de l'année en 2015 avec La Gantoise